# György Bánffy (1661-1708)
Pour les articles homonymes, voir György Bánffy et Bánffy.
Dans le nom hongrois Bánffy György, le nom de famille précède le prénom, mais cet article utilise l’ordre habituel en français György Bánffy, où le prénom précède le nom.
Le comte György Bánffy de Losoncz est né en 1661 et mort le 15 novembre 1708 à Nagyszeben. Il est gouverneur de Transylvanie sous l'autorité des Habsbourg de 1691 à sa mort.

## Biographie
Noble hongrois, fils de Dénes Bánffy, il est nommé à la diète de Fogaras en 1691, gouverneur de la Transylvanie sous le règne nominal du jeune Michel II Apafi. L'empereur  Léopold Ier de Habsbourg met fin à cette fiction d'indépendance en faisant occuper la Transylvanie à partir de 1695. Le pays lui est adjugé à la Paix de Karlowitz signée avec les Turcs le 26 janvier 1699.
György Bánffy meurt en 1708.